# Martín de Azpilcueta
Martín de Azpilcueta Navarro foi um famoso humanista (Navarra, talvez em 1492 - 1586), tio do Padre João de Azpilcueta Navarro, missionário jesuíta famoso por ser excelente linguista e como tal bom contacto com os índios da Capitania da Bahia, no século XVI, e integrou a primeira entrada ao sertão, em 1553, comandada pelo castelhano Francisco Bruza de Espinosa, cujo nome também é escrito Francisco Bruzo de Espinhosa.

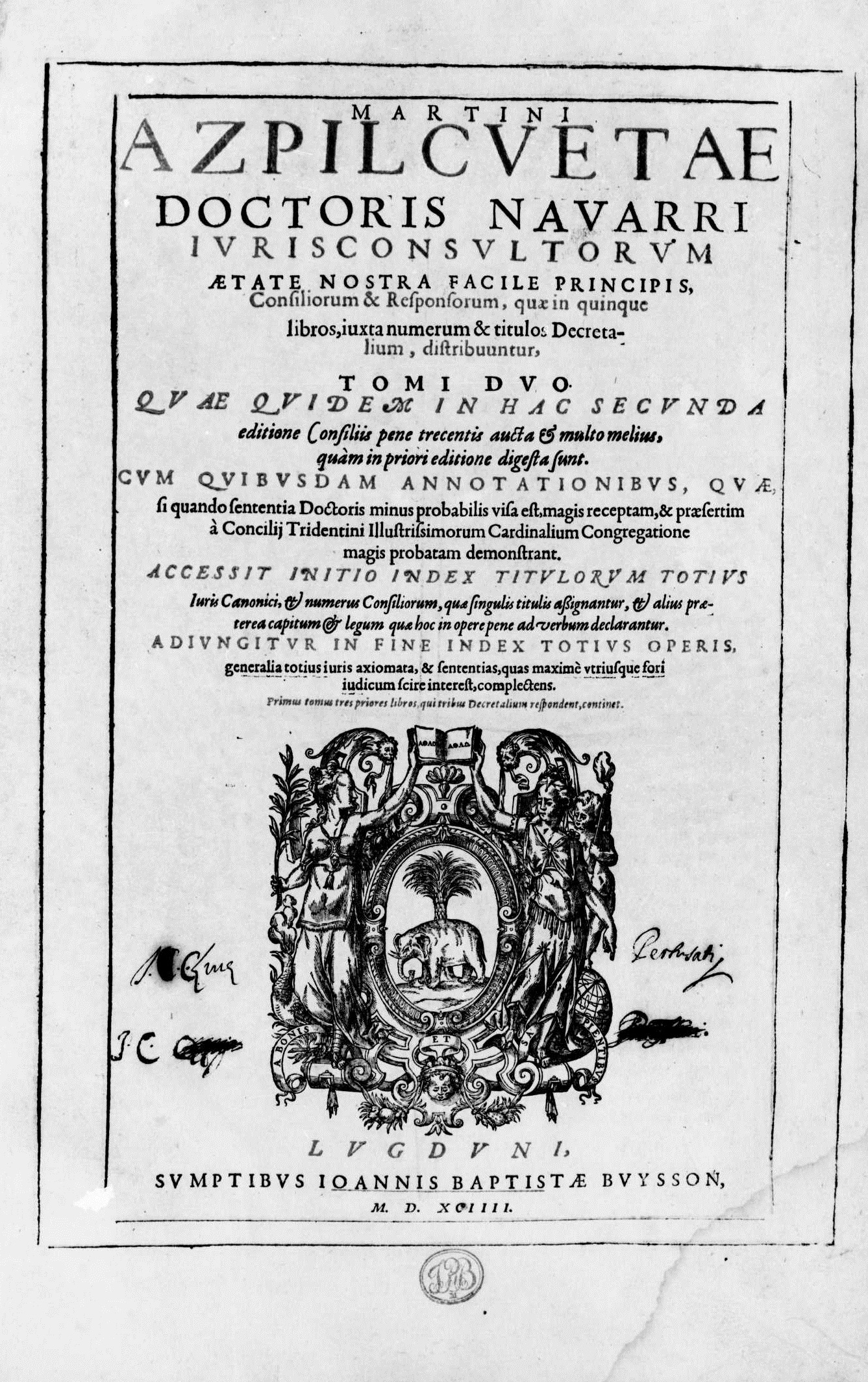
Consilia et responsa, 1594

Foi um dos lentes de origem castelhana que lecionavam na Universidade de Coimbra, em Portugal. Como Martinho de Azpilcueta, como é chamado pelos portugueses, eram de Espanha outros lentes como Afonso do Prado, Francisco de Monzón, Juan de Pedraza, Martinho Salvador Azpilcueta, João Peruchio Mongrovejo, Bartolomeu Filipe, Luís Alarcão, Afonso Rodriguez de Guevara, Francisco Franco, Henrique Cuellar e outros.
Depois de ter funcionado desde a sua fundação, em 1290, alternadamente em Lisboa e Coimbra, a Universidade fora transferida definitivamente em 1537 para Coimbra, onde se manteve, a única em Portugal até 1911.  Com a invenção da tipografia, os descobrimentos e o Humanismo haviam-se verificado transformações que penetraram no seio do Studium Conimbrigense. Em Portugal, nomeadamente na Universidade de Coimbra, os ideais humanistas ganharam raízes. Muito contribuiu o intercâmbio com outras Universidades e centros intelectuais  como Salamanca, Paris, Lovaina, Florença, Roma. Nas diversas Faculdades da Universidade - Teologia, Cânones, Leis e Medicina - revelou-se fecundo o movimento humanístico. Na Faculdade de Teologia, fez-se sentir o papel de Francisco de Vitória, fundador da Escola de Salamanca. Martinho de Ledesma, Antônio de São Domingos, Heitor Pinto, e principalmente Francisco Suárez, o "doctor eximius", dedicaram seu ensino e escritos a matérias impregnadas de Humanismo. Na Faculdade de Cânones, sobressaiu  este Martín de Azpilcueta que se debruçou sobre pontos  que têm a ver com a ética, a moral e a economia. Também Jerónimo Osório, bispo de Silves, foi escolar de Teologia em Coimbra.
Está citado ainda entre os importantes precursores do liberalismo econômico, com outros escolásticos espanhóis como Luis de Molina (1535 – 1600), Juan de Mariana (1536 – 1623) e o arcebispo Diego de Covarrubias y Leyva (1512 - 1577). O jesuíta Luís de Molina, autor de obras jurídicas, contribuiu para o Liberalismo econômico e para a Teoria do Direito ao afirmar a importância da liberdade individual, ao opor-se à regulamentação governamental nas trocas do mercado e ao teorizar sobre os direitos da propriedade privada. De acordo com ele,“a lei, a jurisdição e a propriedade são coisas comuns à toda a raça humana, e estão baseadas não na fé e na caridade, mas surgem direta ou indiretamente da própria natureza das coisas e de seu fundamento primeiro” . Com o nobre castelhano Jeronimo Castillo de Bovadilla (c.1547 - c.1605), Molina abordou o conceito dinâmico de competição como um processo de rivalidade entre vendedores; abordou vários problemas jurídicos e econômicos, inclusive de política monetária (depósitos bancários), câmbio, regulação de preços e alguns problemas de natureza fiscal.
O padre Juan de Mariana, jesuíta, chegou a condenar com veemência a tirania, defendendo a ideia de que qualquer cidadão poderia assassinar um rei tirano que estabelece taxas opressivas sem o consentimento do povo, que confisca e desperdiça propriedades de indivíduos ou que impõe obstáculos à assembleia de cidadãos para a discussão do bem comum. Para elem a lei natural devia estar acima do poder estatal. Ivestigou ainda o problema da inflação, afirmando que era provocada pelos tiranos que diminuíam a base metálica da moeda. O importante conceito econômico de “imposto inflacionário” (decorrente das receitas obtidas pelo governo através da emissão de moeda) deve-se aos trabalhos de Juan de Mariana, influenciado por outro escolástico, Martín de Azpilcueta Navarro, que observou os efeitos provocados na Espanha pelo influxo de metais preciosos vindos da América. 
O Dr. Navarro seeria o primeiro a explicar, em 1556, as bases da Teoria quantitativa da moeda em sua obra Comentario resolutorio de câmbios. Ao observar os efeitos que as enormes quantidades de metais preciosos vindos da América tinham sobre os preços dos produtos na Espanha, Azpilcueta conclui que:
| “ | como mostra a experiência, na França, onde há menos dinheiro do que na Espanha, o pão, o vinho, a roupa, o trabalho custam muito menos; e mesmo na Espanha, no tempo em que havia menos dinheiro, as coisas que podiam ser vendidas e o trabalho do homem custavam muito menos do que depois que as Índias foram descobertas e a cobriram de prata e ouro. A causa disso é que o dinheiro custa mais onde e quando faz falta do que onde e quanto existe em abundância. | ” |

Diego de Covarrubias y Leyva, designado Arcebispo de Santo Domingo pelo imperador Carlos V em 1546, foi aluno de Martín de Azpilcueta Navarro na Universidade de Salamanca. 
Ele é considero o primeiro autor a expor, ainda em 1554, a Teoria Subjetiva do Valor, precursora da  Teoria Marginalista, por ter afirmado que “o valor de uma coisa não depende de sua natureza objetiva, mas da estimativa subjetiva dos homens, mesmo que tal estimativa seja insensata”. 
Obras: Martin de Azpilcueta Navarro, 1492-1586 :  
- Relectio cap. Novit de Judiciis (Coimbra, 1548).
- Manual de Confessores e Penitentes Coimbra, 1560.
- Tractado de las rentas de los beneficios ecclesiasticos : para saber en que se han de gastar y a quien se han de dar, y dexar (Valladolid, 1566)[3]